# Cassandra Peterson

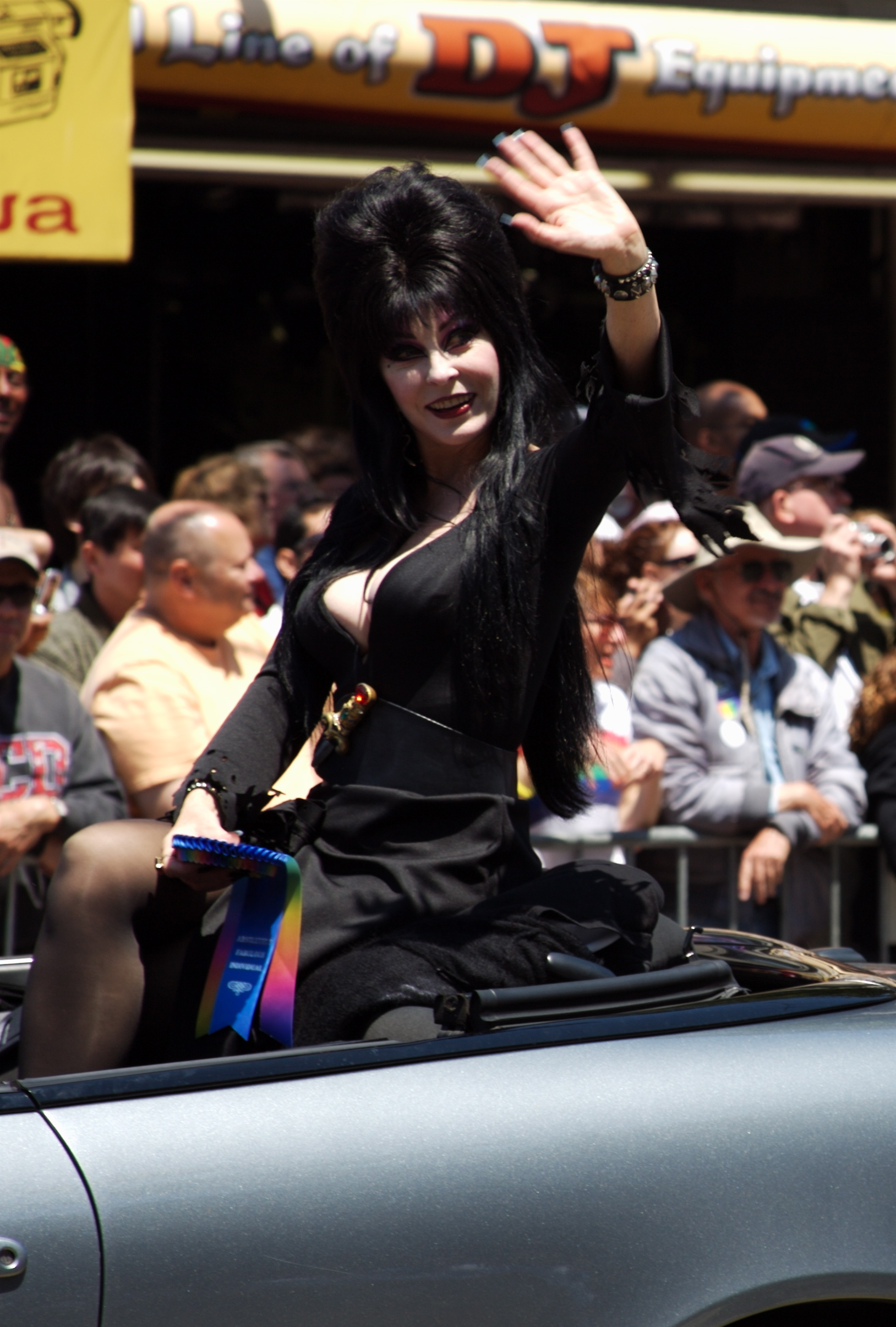
Cassandra Peterson ucharakteryzowana na Elvirę na paradzie gejów w San Francisco (2006)

Cassandra Peterson (ur. 17 września 1951 w Manhattan w stanie Kansas, USA) – amerykańska modelka, aktorka i prezenterka telewizyjna. Najbardziej znana jako demoniczna Elvira, gospodyni programu Elvira's Movie Macabre, gdzie wystylizowana była na ciemnowłosą i seksowną gotkę.

## Życiorys
Urodziła się w 1951 roku w Manhattanie w stanie Kansas, USA. Dorastała w pobliżu Randolph, następnie wraz z rodziną przeniosła się do Colorado Springs. W 1969 roku ukończyła General William J. Palmer High School. Po ukończeniu studiów wyjechała do Las Vegas. Tam pracowała jako tancerka i modelka. W tym okresie zagrała jako statystka w filmie o Jamesie Bondzie Diamenty są wieczne. Na początku 1970 roku przeniosła się do Włoch, gdzie została wokalistą rockowego zespołu włoskiego I Latins Ochanats. We Włoszech poznała reżysera Federico Felliniego, który obsadził ją w epizodycznej roli w swoim filmie Rzym. Wkrótce potem wróciła do USA gdzie stworzyła swoją własną rewię Mama's Boys z którą objeżdżała dyskoteki i kluby nocne w całym kraju. W 1979 roku przystąpiła do grupy muzycznej The Groundlings, gdzie tworzyła postać demonicznej dziewczyny, na której w dużej mierze oparta była postać Elviry.
W 1981 roku zmarł Larry Vincent, który występował jako Sinister Seymour w weekendowym programie telewizyjnym Fright Night, w którym prezentowano tanie filmy grozy. Producenci programu zdecydowali się stworzyć podobny program, w którym prowadzącą osobą miała być kobieta. W wyniku castingu rolę osoby prowadzącej program dostała Cassandra Peterson. Wówczas narodziła się postać Elviry, będącej skrzyżowaniem Vampiry granej przez Maili Nurmi w filmie Plan dziewięć z kosmosu, z Morticią Addams - postaci z filmów i komiksów o rodzinie Addamsów. W dniu 26 września 1981 roku, wyemitowano pierwszy odcinek programu Elvira's Movie Macabre. Elvira, grana przez Cassandrę miała czarne włosy, ciemny makijaż i czarną suknię, z dużym dekoltem i rozcięciem. Występowała w przyciemnionym studiu przypominającym wnętrze gotyckiego zamku, na zabytkowej wiktoriańskiej sofie. Komentowała prezentowane filmy w sposób ironiczny z nutką czarnego humoru.
Postać Elviry stała się z dnia na dzień sławna i popularna. Wkrótce na jej podstawie powstawać zaczęły filmy, gry wideo, kostiumy Halloween, komiksów, figurki, karty handlowe, pinballe, wystroje Halloween, kalendarze, perfumy i lalki. Stała się jedną z ikon popkultury.
W 1988 roku Cassandra wystąpiła w filmie Elvira, władczyni ciemności, gdzie zagrała znowu Elvirę. Choć film został nisko oceniony, to jednak nie przeszkodziło to popularności Cassandry, jako Elviry, która pojawiała się jeszcze w innych programach telewizyjnych.
Aktorka pojawiła się w filmach The Haunted World of El Superbeasto (2009) w reżyserii Roba Zombie oraz All About Evil (2010).

## Życie prywatne
Przez kilkanaście lat praktykowała, dietę wegetariańską. Później została fleksitarianką. W 2003r. rozwiodła się, ze swoim dotychczasowym mężem, którego poślubiła w 1981r. Od 2002r. jest w nieformalnym związku lesbijskim, ze swoją partnerką Teresą Wiersow, którą poznała i wiodła romans w trakcie separacji z mężem.